# Рондон, Марио
Ма́рио Ху́ниор Рондо́н Ферна́ндес (исп. Mario Junior Rondón Fernández; 26 марта 1986, Лос-Текес) — венесуэльский футболист, нападающий. Выступал за сборную Венесуэлы.

## Карьера
Марио Рондон начал карьеру в клубе «Каракас», но в возрасте 18 лет он уехал в Португалию в клуб «Понтассоленсе». С 2005 года Рондон выступал за основной состав команды. После того, как он забил 11 голов в сезоне 2008/09, футболиста пригласил клуб «Пасуш де Феррейра», где он провёл всего 4 игры, после чего был арендован клубом «Бейра-Мар», за который сыграл 10 встреч. В следующем сезоне Марио вернулся в «Пасуш» и в первом же матче сезона поразил ворота лиссабонского «Спортинга», принеся своей команде победу. Всего за второй свой сезон в «Пасуш де Феррейра» Рондон, забив 9 мячей в 27 матчах, стал лучшим бомбардиром своей команды. Также со своим клубом Марио достиг финала Кубка Лиги, но там его команда уступила «Бенфике» со счётом 1:2.
15 июля 2011 года Рондон перешёл в клуб «Насьонал» (Фуншал), подписав контракт на 5 лет. 28 июля он дебютировал в составе команды в матче Лиги Европы с «Хеккеном», в котором его команда победила 3:0. 4 августа, в ответной встрече, форвард забил единственный мяч своей команды, которая проиграла 1:2, но вышла в следующую стадию турнира.
В 2015 году перешёл в китайский клуб «Шицзячжуан Эвер Брайт», в первом сезоне был основным игроком, а в 2016 году сыграл только один матч в начале чемпионата. Затем около двух лет не выступал на профессиональном уровне.
В начале 2018 года перешёл в румынский клуб «Газ Метан».

## Международная карьера
Дебютной игрой для Рондона в составе сборной Венесуэлы стал неофициальный товарищеский матч против сборной Басконии, где Марио сыграл 68 минут. 25 марта 2011 года Рондон сыграл за сборную в товарищеской встрече с Ямайкой, проведя на поле 8 заключительных минут поединка; его команда победила 2:0. Первый гол забил 5 сентября 2014 года в ворота Южной Кореи.